# Хиросэ, Коми
Коми Хиросэ (яп. 広瀬 香美 Хиросэ Ко:ми, род. 12 апреля 1966) — японская певица и автор песен.

## Карьера
Музыкальную карьеру Коми Хиросэ начала в 1992 году после возвращения из США. Её прорывным релизом стал третий сингл, изданный 1 декабря 1993 года, — «Romance no Kamisama», продажи которого составили 1,75 млн копий. В дальнейшем Хиросэ продолжила выпускать синглы и альбомы и создавать музыку для зимних рекламных роликов компании Alpen, производящей товары для лыжного спорта, что принесло ей прозвище «Королева зимы» (яп. 冬の女王 фую но дзёо:). 11 ноября 1998 года вышел сборник певицы The Best "Love Winters", который разошёлся 2,4 млн копий.

## Дискография

### Синглы
- «Ai ga Areba Daijoubu» (愛があれば大丈夫) (02.12.1992)
- «Futari no Birthday» (二人のBirthday) (21.05.1993)
- «Romance no Kamisama» (ロマンスの神様) (01.12.1993)
- «Dramatic ni Koishite» (ドラマティックに恋して) (11.05.1994)
- «Shiawase o Tsukamitai» (幸せをつかみたい) (01.12.1994)
- «Ai wa Ballade» (愛はバラード) (24.05.1995)
- «Gelaende ga Tokeru Hodo Koishitai» (ゲレンデがとけるほど恋したい) (01.12.1995)
- «DEAR…again» (11.11.1996)
- «Mafuyu no Kaerimichi» (真冬の帰り道) (01.01.1997)
- «Natsu da Mon» (夏だモン) (24.07.1997)
- «promise» (27.11.1997)
- «Pianissimo» (ピアニシモ) (15.01.1998)
- «Groovy!» (23.09.1998)
- «Strobo» (ストロボ) (02.12.1998)
- «I Wish» (21.01.1999)
- «Koi no Best 10» (恋のベスト10) (20.11.1999)
- «BEGIN ~Ikutsumono Fuyu o Koete~» (BEGIN 〜いくつもの冬を越えて〜) (13.01.2000)
- «Only One ~Only One~» (Only One 〜オンリー・ワン〜) (23.03.2000)
- «More More Love Winters» (22.11.2000)
- «Search-Light» (24.01.2001)
- «Tasogare» (黄昏) (21.09.2001)
- «Velvet» (05.12.2001)
- «Tsuki no Shita de Aimashou» (月の下で逢いましょう) (23.01.2002)
- «Hizuke Henkousen» (日付変更線) (17.11.2004)
- «GIFT/Ai wa Tokkoyaku» (GIFT／愛は特効薬) (15.02.2006)
- «Torokeru Rhythm» (とろけるリズム) (16.12.2009)

### Студийные альбомы
- Bingo! (22.07.1992)
- GOOD LUCK! (24.03.1993)
- SUCCESS STORY (16.12.1993)
- Harvest (16.12.1994)
- Love Together (16.12.1995)
- welcome-muzik (05.02.1997)
- rhapsody (15.01.1998)
- Music D. (16.12.1999)
- LOVEBIRD (16.12.2004)
- Gift+ (22.11.2006)
- Making My Life Better (03.12.2008)
- And.Love.Again. (05.12.2012)

### Миниальбом
- Beginning Part.2 (21.06.1995)

### Кавер-альбомы
- Thousands of Covers Disc1 (21.08.1997)
- DRAMA Songs (20.01.2010)
- Meikyoku Album (名曲アルバム) (15.12.2010)
- Love X’mas (23.11.2011)

### Сборники
- Hirose Kohmi THE BEST "Love Winters" (広瀬香美 THE BEST "Love Winters") (11.11.1998)
- Hirose Kohmi THE BEST Love Winters~ballads (広瀬香美 THE BEST Love Winters〜ballads) (08.11.2001)
- Alpen Best Kohmi Hirose (05.12.2007)
- Tie up Collection ~Hirose Kohmi no TV de Kiita Ano Kyokutachi~ (タイアップコレクション〜広瀬香美のテレビで聴いたあの曲達〜) (16.12.2009)
- SINGLE COLLECTION (23.11.2011)
- Winter High!! ~Best Of Kohmi’s Party~ (03.12.2014)